# Pałac w Górzynie
Pałac w Górzynie – zabytkowy pałac we wsi Górzyn (województwo dolnośląskie) w gminie Rudna, położony na terenie Państwowego Gospodarstwa Rolnego (PGR).

## Historia
Pierwsza siedziba w tym miejscu powstała w średniowieczu jednak dokładna data nie jest znana. Obecną formę po kilkukrotnych przebudowach uzyskał około 1880 roku. 
Dane dotyczące pierwszych właścicieli są znikome: wiadomo, że pierwszym wymienianym na piśmie w 1267 jest Otto von Dohna. Potem są kolejno Jesco von Gorin, ród von Thadder, ród von Salisch, ród von Hasslinger. W 1639 właścicielem Górzyna zostaje Johann Georg von Seidlitz - jest on w tym czasie również właścicielem majątku i zamku w Chobieni. Następne dokładniejsze daty znane są począwszy od 1787, kiedy to właścicielem pałacu był pułkownik armii pruskiej Baron von Wechmar. W 1788 (1791) po jego śmierci pałac odziedziczył za 42000 talarów pruskich jego syn, porucznik armii pruskiej Baron von Wechmar. W 1845 pałac przejął Graf von Krockow, następnie w 1875 dr Gustaw von Hederich wraz z małżonką Berthą von Hederich z domu Teichmann. W 1895 jako właścicielka wymieniana jest tylko Bertha von Hederich z domu Teichmann, Guhren. W 1933 jako właściciel podawany jest dr Heine Wechmar, ale już rok potem pałac przeszedł w ręce Niemieckiego Banku Przesiedleńczego (Deutsche Aussiedlungbank z Berlina). W tym czasie pieczę nad pałacem sprawował Erich Prasse (pochowany na miejscowym cmentarzu ewangelickim). Pałac był wtedy miejscem odbywania się m.in. obozów sportowych. W czasie wojny działał tu oddział lazaretu wojskowego w Ścinawie.
Po wojnie i aż do początków XXI wieku pełnił funkcje mieszkalne. W latach pięćdziesiątych i sześćdziesiątych znajdowała się tam także kawiarnia. Później utworzono przedszkole, które istniało tam do końca lat dziewięćdziesiątych XX wieku, a później zostało przeniesione do budynku Szkoły Podstawowej w Górzynie (następnie razem ze Szkołą Podstawową zlikwidowane). 
Obecnie pałac jest opuszczony i zaniedbany. Wskutek braku odpowiednich zabezpieczeń i remontów wiosną 2009 zawalił się południowo-wschodni narożnik pałacu. W chwili obecnej cały obiekt grozi zawaleniem.

## Architektura

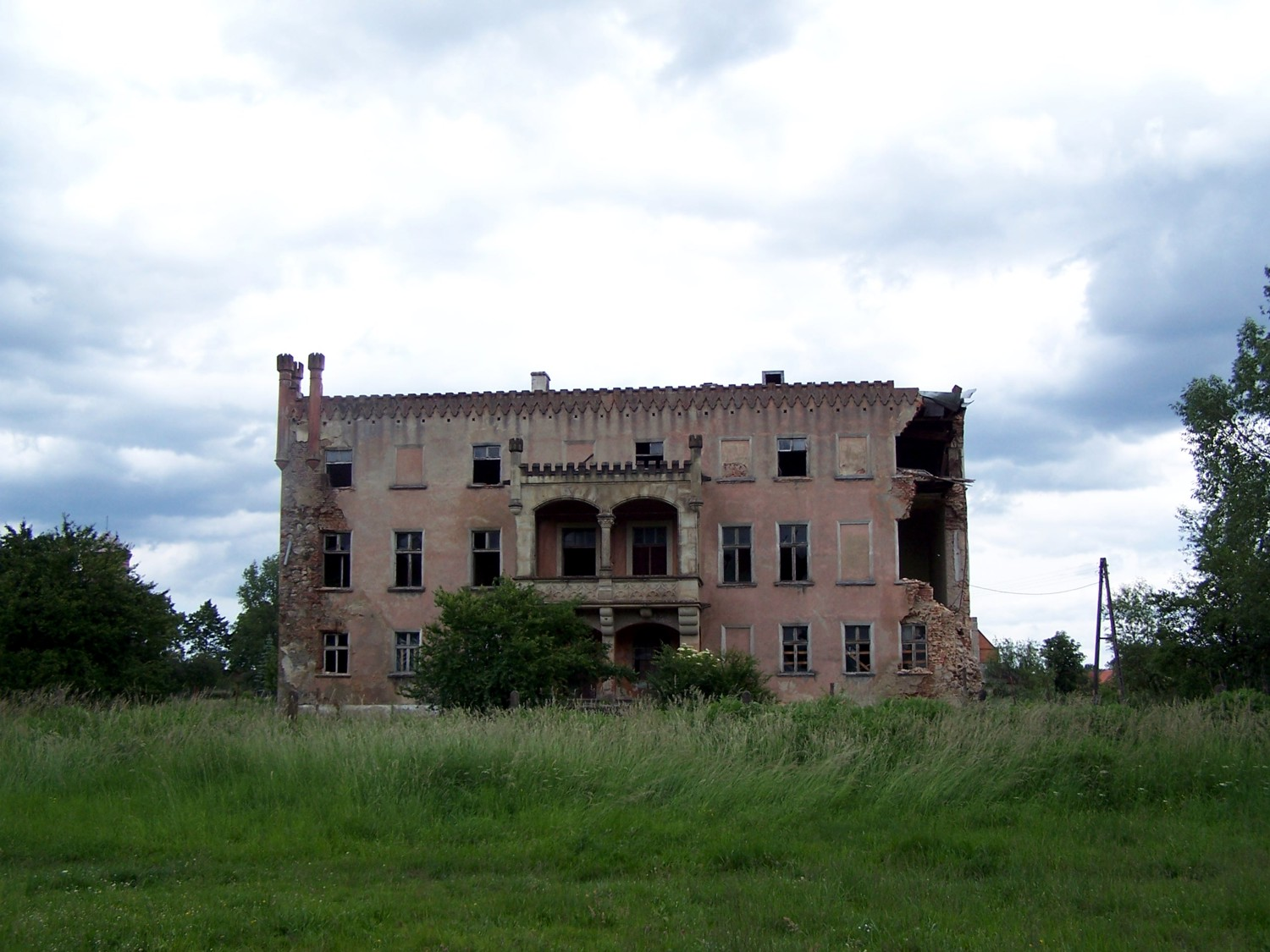
Widok od parku z zawalonym narożnikiem (2009)

Pałac został wzniesiony jako budowla obronna na początku w formie jednokondygnacyjnego budynku na planie prostokąta. Początkowo posiadał dziedziniec. Później kilkukrotnie rozbudowywany (m.in. poprzez zabudowanie dziedzińca oraz dodanie dwóch pięter) nabrał ostatecznych kształtów pod koniec XIX wieku. Obecnie jest to budynek w stylu neogotyku angielskiego. Posiada piwnicę, 3 piętra oraz możliwość wyjścia na płaski dach. Od strony ogrodowej znajduje się taras, a nad nim na poziomie pierwszego i drugiego piętra balkon. Do budynku prowadzi kilka wejść: reprezentacyjny ostrołukowy portal frontowy, drzwi od strony tarasu, boczne (do dawnej kuchni) oraz wejście do piwnic. Dach ozdobiony jest pseudokrenalażem oraz licznymi wieżyczkami (po 3 na każdym rogu oraz 4 nad głównym wejściem). W partii szczytowej, między dwoma wieżyczkami zaraz pod pseudokrenalażem, nad oknem drugiego piętra, nad wejściem głównym znajduje się płaskorzeźba przedstawiająca herb rodziny von Hederich z widocznym szrafowaniem. Pałac zbudowany jest z kamienia polnego oraz cegły (trzecia kondygnacja wyłącznie z cegły). Całość elewacji była otynkowana - obecnie część tynku odleciała. Od strony frontowej ponad każdym oknem znajduje się okrągła płaskorzeźba będąca wariacją przedstawienia róży w formie herbowej. Prawdopodobnie jest to zaczerpnięcie z herbu rodziny von Hederich. 
W środku znajdują się pozostałości dawnego wyposażenia: kominek, schody z galerią na pierwszym piętrze oraz boczna klatka schodowa. Za wejściem frontowym na posadzce znajduje się mozaika przedstawiająca herb rodziny von Wechmar. W sali balowej na pierwszym piętrze znajdują się płaskorzeźby naścienne, a wśród nich także herby rodzin von Wechmar i von Witzleben zwieńczonych wspólną koroną. W większości korytarzy znajdują się sklepienia krzyżowe, natomiast w pomieszczeniach sufity są często drewniane - w niektórych miejscach z zachowanymi malowanymi ozdobieniami.

## Otoczenie pałacu
Do pałacu należały także budynki gospodarcze, które w okresie PRL-u wraz z pałacem przekazane zostały pod zarząd PGR-u i były wykorzystywane do celów gospodarczych oraz mieszkalnych. Te funkcje pełnią w dużej mierze do dziś.
Przed pałacem był zlokalizowany prostokątny staw otoczony żywopłotem. Staw miał funkcje ozdobne oraz znajdowała się w nim fontanna. Obecnie całość jest osuszona i nieużywana. 
W sąsiedztwie pałacu umiejscowiony jest park dworski z cennym i zabytkowym drzewostanem składającym się głównie z kasztanowców (Aesculus hippocastanum). Przez park biegnie częściowo wyłożona kamieniem droga do Olszan.

## Galeria

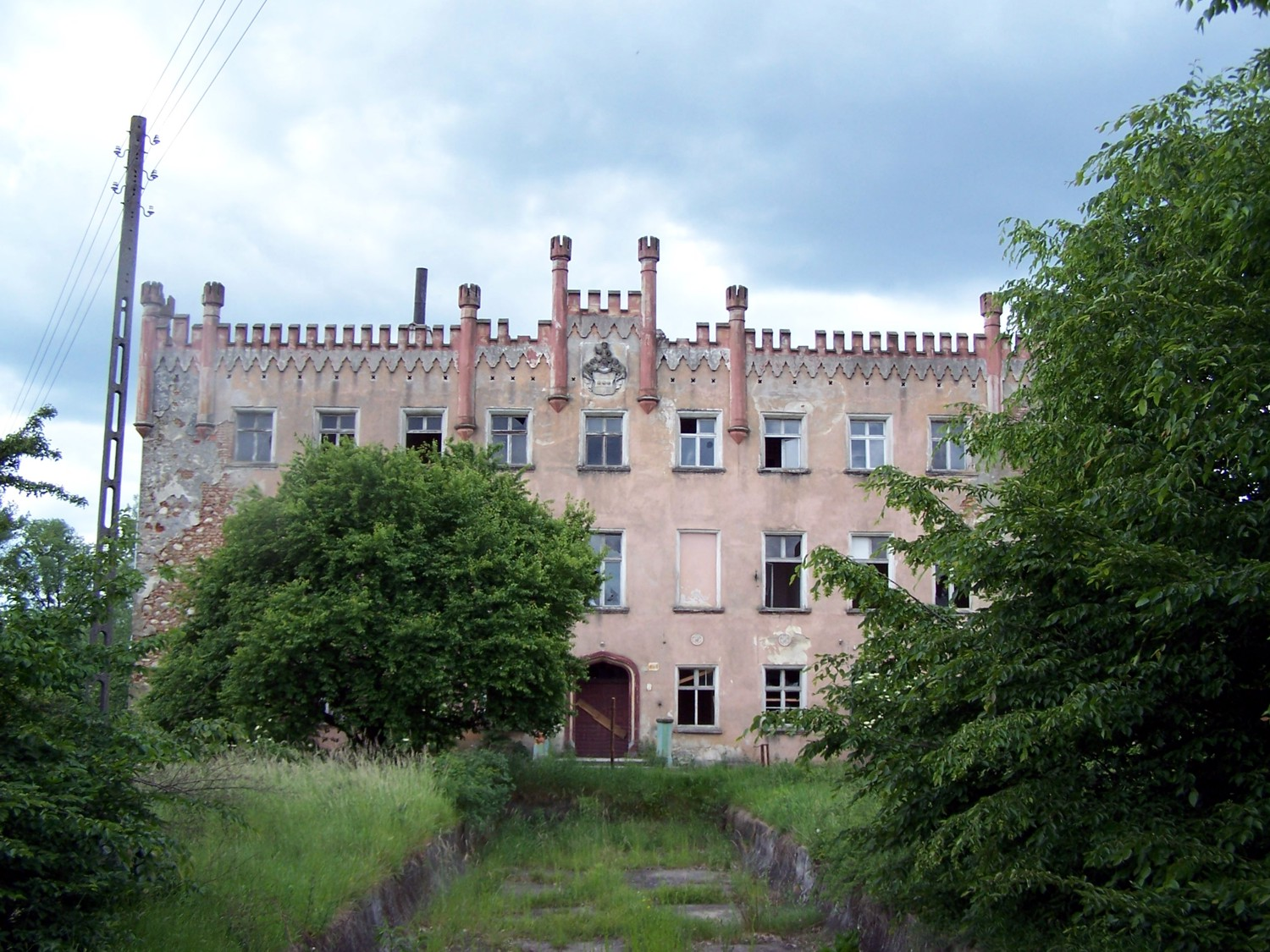
Widok od frontu (2009).
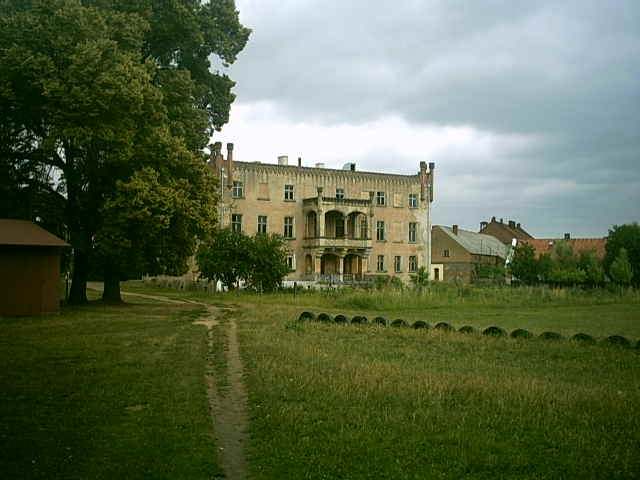
Widok od strony parku (2005).
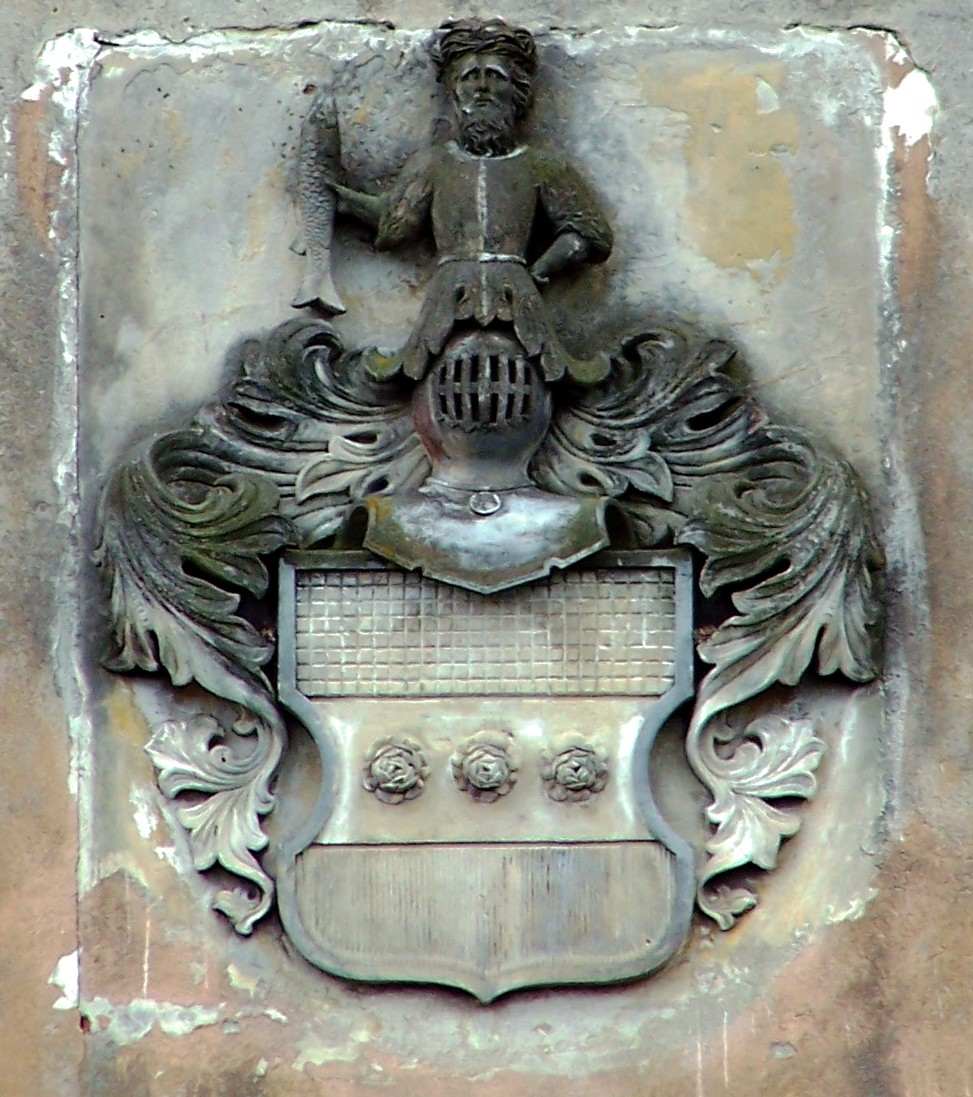
Herb von Hederich nad wejściem
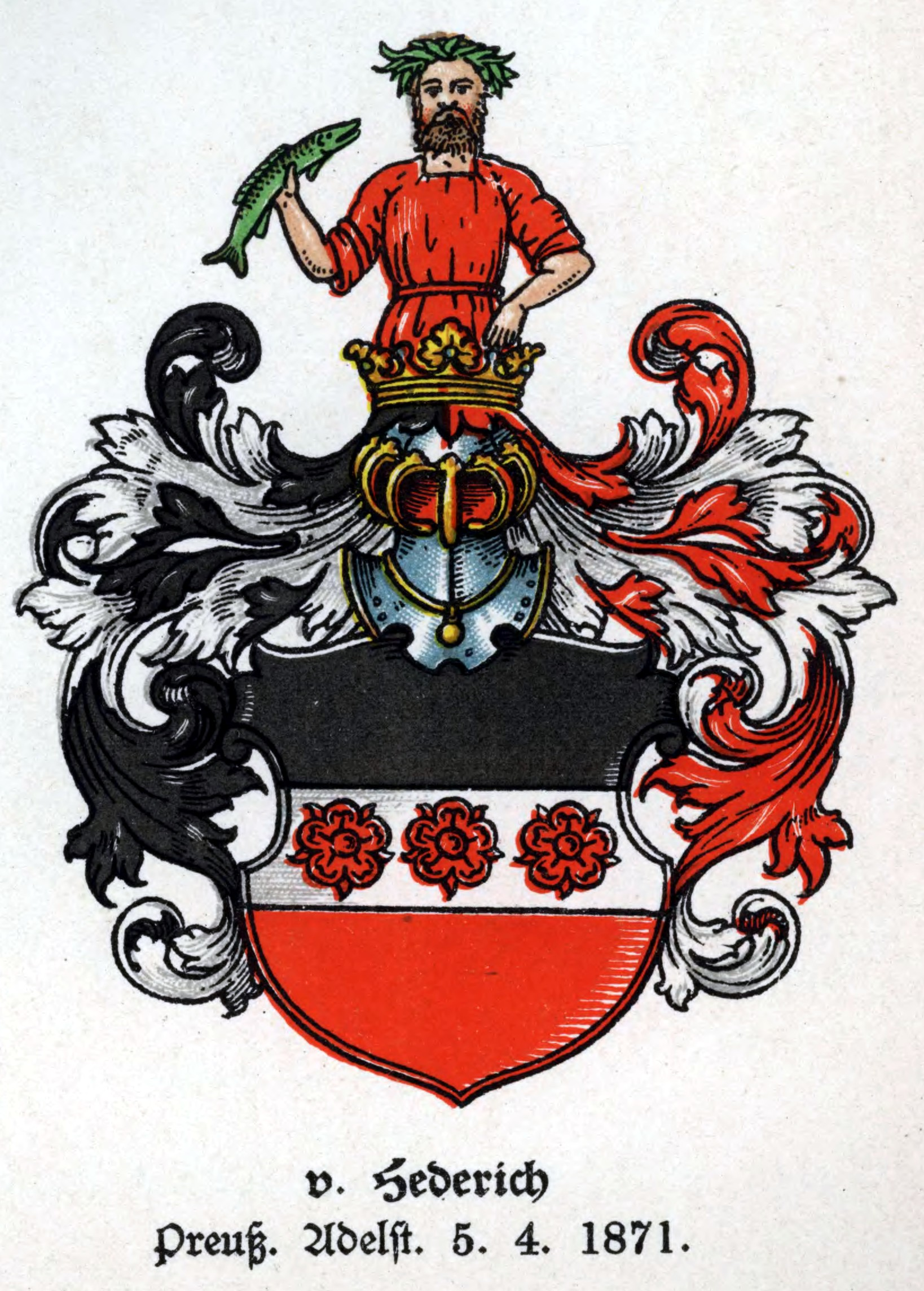
Herb rodu von Hederich.
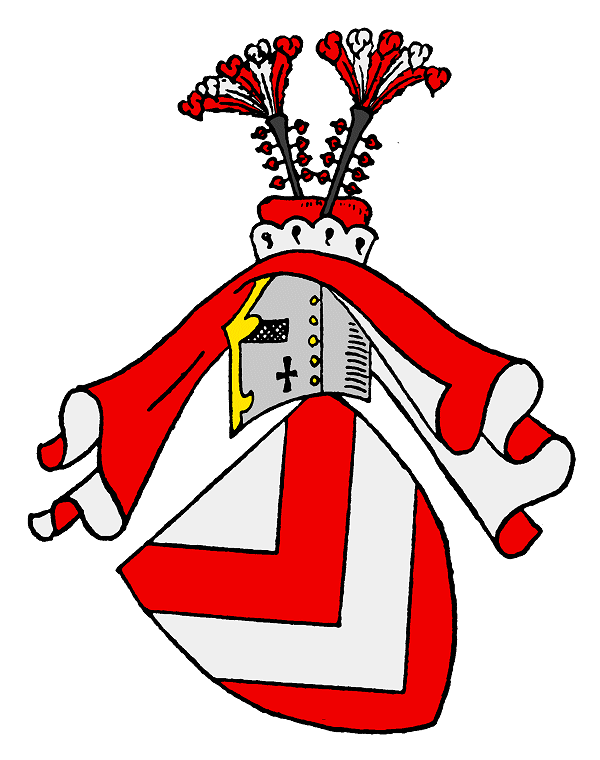
Herb rodu von Witzleben.
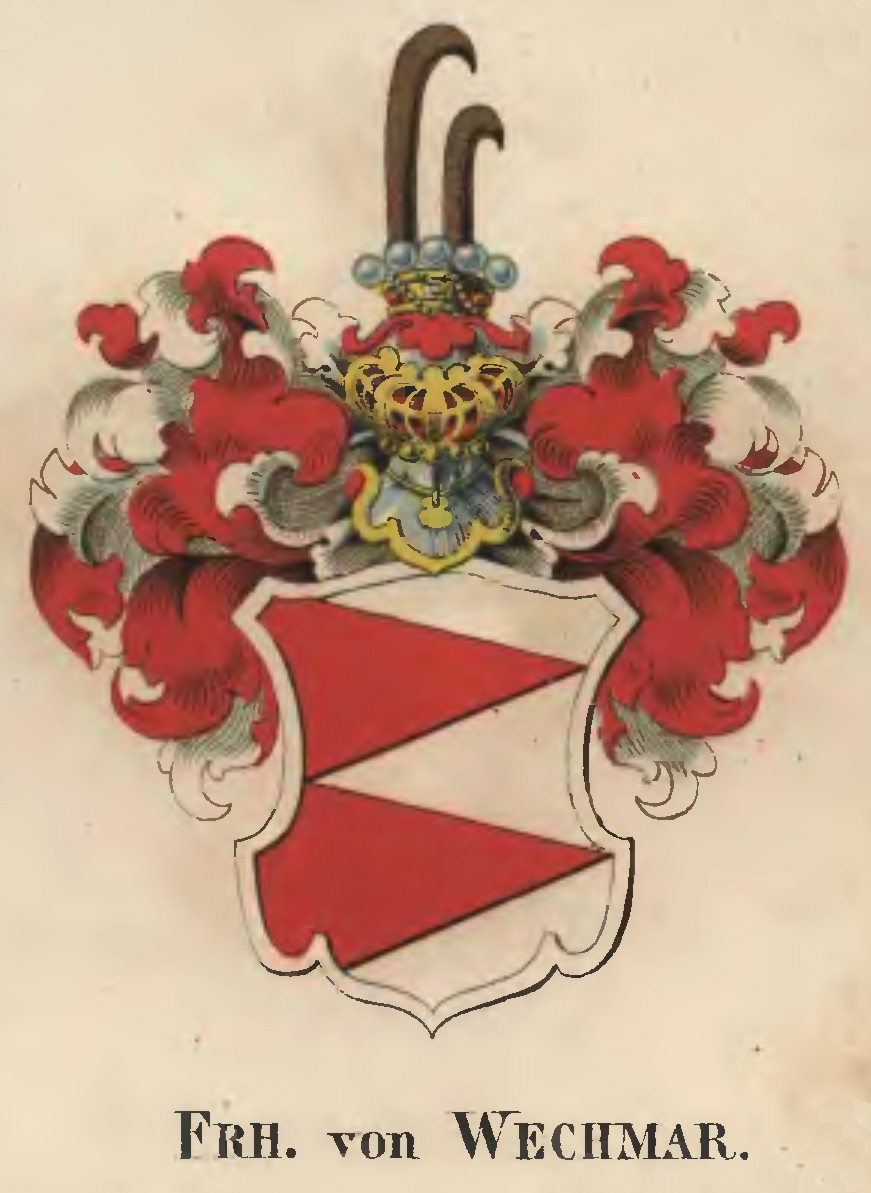
Herb rodu von Wechmar.
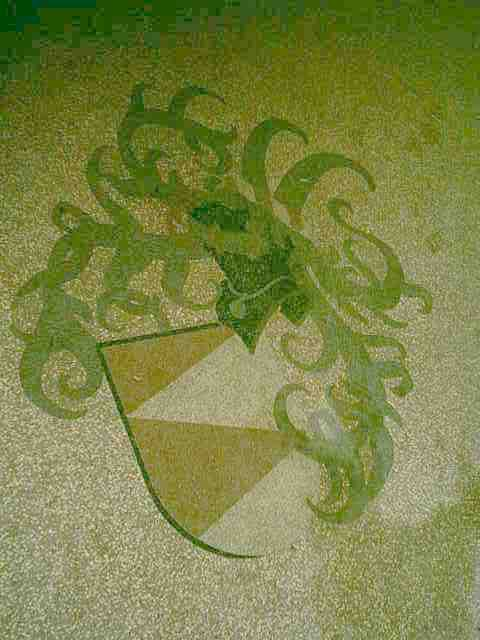
Herb von Wechmar na posadzce
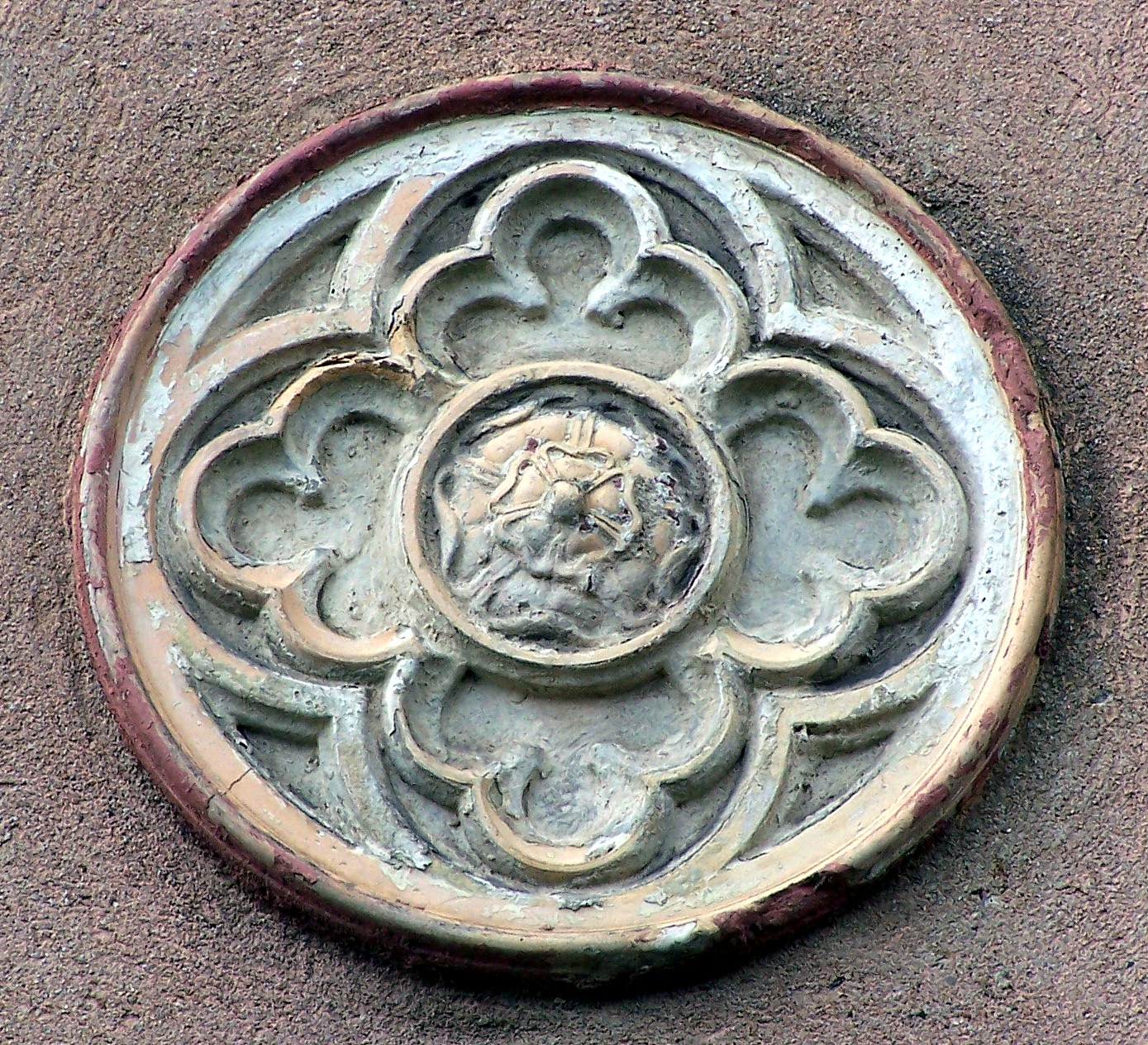
Detal z różą
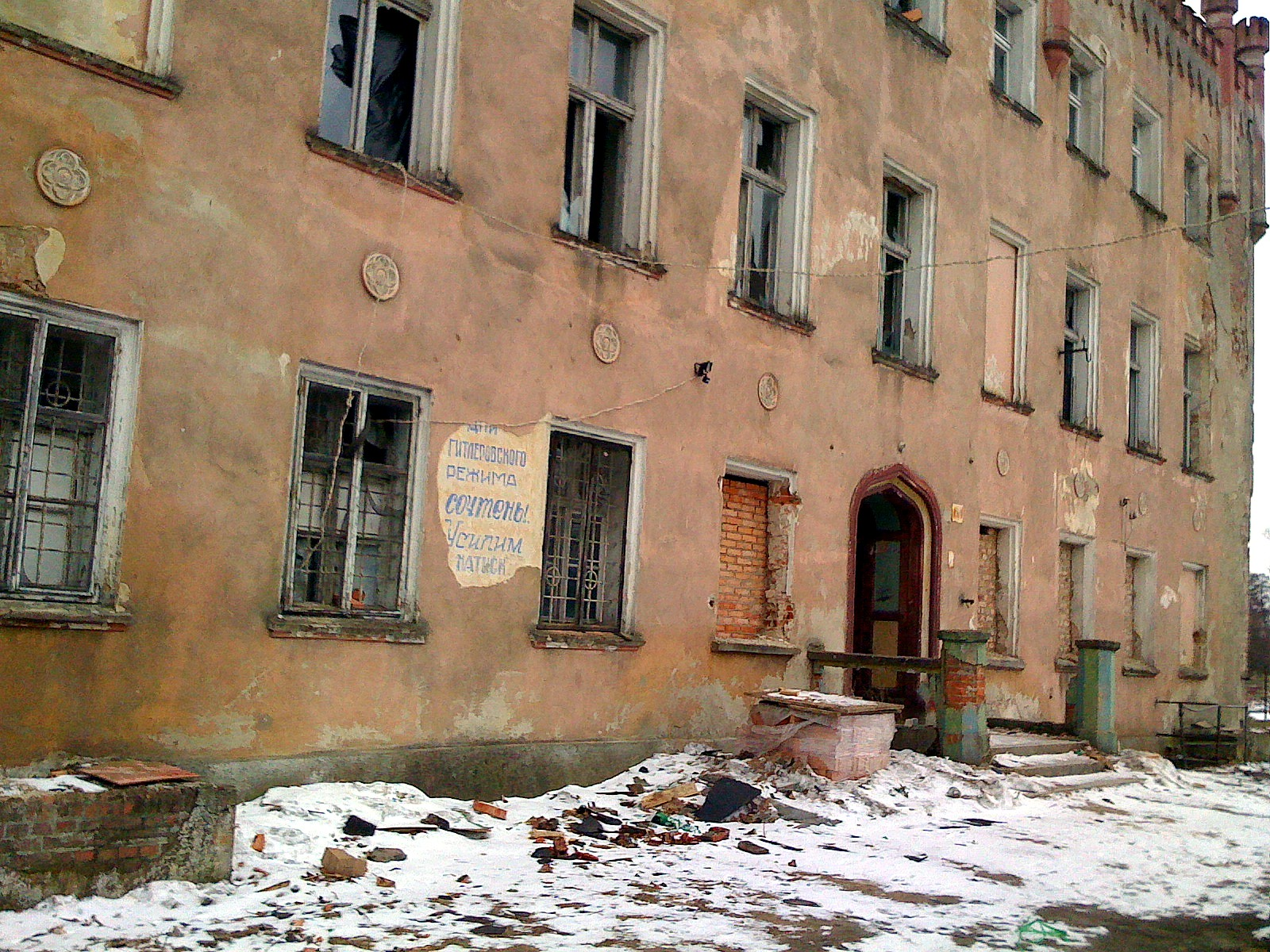
Napis w j. rosyjskim